# 1871
1871 (MDCCCLXXI) fue un año común comenzado en domingo según el calendario gregoriano.

## Acontecimientos

### Enero
- 1 de enero: Argentina: entra en vigor el Código Civil argentino redactado por Dalmacio Vélez Sársfield.
España: entra en vigor el Registro Civil español, presente en la actualidad.
- 2 de enero: 
  - Muere la primera dama mexicana Margarita Maza.
  - España: Amadeo I jura la constitución y accede al trono.
- 3 de enero: Henry W. Bradley patenta la oleomargarina.
- 18 de enero: Proclamación del Imperio alemán en el salón de los espejos del Palacio de Versalles.

### Febrero
- 7 de febrero: El dentista estadounidense James Beall Morrison patenta un taladro accionado con el pie, que en poco tiempo encuentra una amplísima difusión.
- 19 de febrero: en Hawái, un terremoto de 7,5 causa graves daños en las islas de Lanai, Molokai y Maui.
- 26 de febrero: Francia: Firma un tratado de paz preliminar con Alemania que sentaría las bases para el restablecimiento del Imperio alemán.

### Marzo
- 1 de marzo: 
  - Francia: Napoleón III es depuesto como emperador.
  - Nicaragua: Vicente Cuadra sucede a Fernando Guzmán en la presidencia.
- 18 de marzo: Francia: Se instala la Comuna de París, gobierno popular revolucionario en la capital francesa.
- 27 de marzo: Edimburgo: Se juega el primer partido internacional de rugby, entre las selecciones de Inglaterra y Escocia.

### Abril
- 30 de abril: 144 apaches acampados en las cercanías de Camp Grant, Territorio de Arizona, son asesinados mientras dormían.

### Mayo
- 28 de mayo: La Comuna de París cae en un baño de sangre de 30,000 muertos en manos de los ejércitos prusianos y franceses reaccionarios.

### Julio
- 18 de julio: Tratado de Fráncfort: Fin de la Guerra Franco-Prusiana. Alemania se anexiona Alsacia y Lorena.

### Septiembre
- 18 de septiembre: Chile: Federico Errázuriz sucede a Pérez Mascayano en la presidencia de la República.

### Octubre
- 8 de octubre (domingo): en varios estados en el centro-norte de Estados Unidos, una grave sequía, fuertes vientos y altas temperaturas contribuyen a uno de los peores desastres de incendios forestales de la historia de ese país, con el Gran Incendio de Chicago (que comenzó hoy y terminó el martes 10; con 300 víctimas), el Incendio de Péshtigo (el más letal en los Estados Unidos, en que murieron entre 1200 y 2500 personas) y los incendios en Holland, Manistee y Port Huron (en Míchigan).
- 9 de octubre. Un terremoto de 6,4 deja 20 fallecidos en la provincia argentina de Salta.
- 24 de octubre: en el barrio Chinatown de Los Ángeles sucede la Masacre china; una turba de estadounidenses blancos lincha a unos veinte hombres, mujeres y niños chinos.

### Noviembre
- 8 de noviembre: En México Porfirio Díaz se levanta en armas proclamando el Plan de la Noria en el cual desconoce la presidencia de Benito Juárez.
- 27 de noviembre: Fusilamiento de los Ocho Estudiantes de Medicina de la Universidad de La Habana por la Corona española, acusados de profanar la tumba del periodista español Gonzalo Castañón. Las edades de los estudiantes fusilados estaban entre los 16 y 21 años.

### Diciembre
- 1 de diciembre: En México Benito Juárez asume la presidencia por cuarta y última vez.

### Fechas desconocidas
- Sudáfrica: Gran Bretaña se anexa Griqualand del Oeste incluyendo las minas de diamantes de Kimberley.
- Gran epidemia de fiebre amarilla en Buenos Aires que acaba con el 8 % de su población.
- Colombia: Se inaugura el ferrocarril de Bolívar, entre Barranquilla y Salgar, el primero del país, si se excluye el Ferrocarril de Panamá, que todavía pertenecía a Colombia.

## Arte y literatura
- 10 de mayo: Fundación de la Academia Colombiana de la Lengua.
- México: estreno de la ópera Guatemotzin, de Aniceto Ortega de Villar.
- 3 de noviembre: Fundación de la Asociación de Escritores y Artistas Españoles.
- 24 de diciembre: Egipto: Giuseppe Verdi estrena la ópera Aida, en El Cairo.
- Gustavo Adolfo Bécquer - Leyendas.
- Ramón de Campoamor - Los pequeños poemas. Facsímil digital en Biblioteca Digital Hispánica

## Ciencia y tecnología
- 12 de marzo: Alemania: el astrónomo Karl Theodor Robert Luther descubre Amaltea (el quinto satélite de Júpiter).
- 28 de diciembre: Estados Unidos: el italiano Antonio Meucci solicita la prepatente del teléfono (antes que el estadounidense Alexander Graham Bell).
- Charles Darwin publica El origen del hombre.
- Louis Pasteur convence a los médicos de los hospitales militares a hervir el instrumental y los vendajes para evitar el contagio con gérmenes patógenos.
- Mendeleiev - Sistema periódico.
- John Edward Gray describe por primera vez el zifio de Héctor.

## Música
- Giuseppe Verdi: Aida
- Aniceto Ortega de Villar: Guatimotzín

## Nacimientos

### Enero
- 1 de enero: Manuel Gondra, político paraguayo (f. 1927).
- 1 de enero: Sidomejo, el hombre más viejo de inonesia. (f. 2017).
- 7 de enero: Émile Borel, matemático y político francés (f. 1956).
- 8 de enero: Manuel Trujillo Durán, fotógrafo, cineasta y empresario venezolano (f. 1933).
- 14 de enero: Jerónimo Arroyo, un arquitecto, político, periodista y escultor español (f. 1946).
- 15 de enero: Carol Brooks MacNeil, escultora estadounidense (f. 1944).
- 24 de enero: Maurice Pignet, médico, químico y cirujano francés (f. 1935).
- 29 de enero: Josefa Díaz Fernández, bailaora y cantaora española (f. 1918).

### Febrero
- 4 de febrero: Friedrich Ebert, político alemán (f. 1925).
- 21 de febrero: Casilda de Antón del Olmet, poeta, ensayista y dramaturga española (f. 1954).

### Marzo
- 5 de marzo: Rosa Luxemburgo, revolucionaria y pensadora alemana (f. 1919).
- 18 de marzo: Marie Duhem, pintora francesa (f. 1918).

### Abril
- 15 de abril: Marthe Dupuy, escritora francesa (f. 1958).

### Mayo
- 5 de mayo: Vicente Castell, pintor y artista gráfico español (f. 1934).
- 6 de mayo: Victor Grignard, químico francés, premio nobel de química en 1912 (f. 1935).
- 11 de mayo: Mariano Fortuny y Madrazo, creador del vestido Delphos, de inspiración griega (f. 1949).
- 29 de mayo: Antonio Casares-Gil, botánico español (f. 1929).

### Junio
- 22 de junio: Arthur Wynne: constructor de crucigramas y editor británico (f. 1945).

### Julio
- 10 de julio: Viola Alberti, actriz de cine mudo estadounidensen (f. 1957).
- 14 de julio: Luis Armiñán Pérez, político, periodista y publicista español (f. 1949).
- 27 de julio: Ernst Zermelo, matemático alemán (f. 1953).

### Agosto
- 4 de agosto: Enrique Molina Garmendia, educador y filósofo chileno (f. 1964).
- 13 de agosto: Karl Liebknecht, dirigente socialista alemán (f. 1919).
- 19 de agosto: Orville Wright, pionero de la aviación estadounidense (f. 1948).
- 21 de agosto: Leonid Andréyev, escritor ruso (f. 1919).
- 26 de agosto: Julio Dávila, escritor, geógrafo e historiador español (f. 1971).
- 30 de agosto: Ernest Rutherford, físico y químico británico, premio nobel de química en 1908 (f. 1937).

### Septiembre
- 19 de septiembre: Virginia Fábregas, actriz mexicana (f. 1950).
- 21 de septiembre: Iván Gubkin, geólogo ruso y soviético (f. 1939)
- 23 de septiembre: František Kupka, pintor checoslovaco (f. 1957).
- 27 de septiembre : Grazia Deledda , escritora italiana, premio nobel de literatura en 1926 (f. 1936 ).

### Octubre
- 19 de octubre: Matilda Auchincloss Brownell, pintora y retratista impresionista estadounidense. (f. 1966).

### Noviembre
- 1 de noviembre: Stephen Crane, escritor estadounidense (f. 1900).
- 1 de noviembre: Alexander Spendiaryan, director de orquesta y compositor (f. 1928).
- 26 de noviembre: Luigi Sturzo, sacerdote y político italiano (f. 1959).

### Diciembre
- 13 de diciembre: Emily Carr, artista y escritora canadiense.(f.1945).
- 25 de diciembre: Blanche Dayne, actriz estadounidense de vodevil.(f.1944).

## Fallecimientos

### Enero
- 8 de enero: José Trinidad Cabañas, militar, presidente y prócer de Honduras (n. 1805).
- 12 de enero: Eduardo Zamacois y Zabala, pintor español (n. 1841).
- 13 de enero: Henriette d'Angeville, escaladora francesa (n.1794)

### Febrero
- 4 de febrero: Shamil, político y religioso rusoávaro (n. 1797).
- 7 de febrero: Leopoldina de Braganza, princesa brasileña (n. 1847).
- 16 de febrero: Alberto Lutowski, ingeniero, militar y político polaco (f. 1871).
- 20 de febrero: Paul Kane, pintor canadiense (n. 1810).
- 22 de febrero: Luis José Sartorius, periodista y político español (n. 1820).

### Marzo
- 2 de marzo: Victor de Bonald, escritor, abogado y periodista francés (n. 1780).
- 18 de marzo: Augustus De Morgan, matemático británico de origen indio (n. 1806).

### Mayo
- 11 de mayo: John Herschel, astrónomo británico (n. 1792).
- 12 de mayo: Daniel-François Auber, músico y compositor francés (n. 1782).
- 12 de mayo: Anselme Payen, químico francés (n. 1795).

### Octubre
- 5 de octubre: Aleksandr Afanásiev, escritor y folclorista ruso (n. 1826).
- 18 de octubre: Charles Babbage, matemático británico, padre de las computadoras (n. 1791).